# 2004-es Formula–1 spanyol nagydíj
A spanyol nagydíj volt a 2004-es Formula–1 világbajnokság ötödik futama, amelyet 2004. május 9-én rendeztek meg a spanyol Circuit de Catalunyán, Montmelóban.

## Időmérő edzés
Michael Schumacher szezonbeli negyedik pole pozícióját szerezte Spanyolországban. Mellőle Juan Pablo Montoya rajtolt a második helyről, a második sorban Szató Takuma és Jarno Trulli foglalt helyet.
| Helyezés | Versenyző            | Csapat/Motor     | Idő      | Különbség |
| -------- | -------------------- | ---------------- | -------- | --------- |
| 1        | Michael Schumacher   | Ferrari          | 1:15.022 | –         |
| 2        | Juan Pablo Montoya   | Williams-BMW     | 1:15.639 | + 0.617   |
| 3        | Szató Takuma         | BAR-Honda        | 1:15.809 | + 0.787   |
| 4        | Jarno Trulli         | Renault          | 1:16.144 | + 1.122   |
| 5        | Rubens Barrichello   | Ferrari          | 1:16.272 | + 1.250   |
| 6        | Ralf Schumacher      | Williams-BMW     | 1:16.293 | + 1.271   |
| 7        | Olivier Panis        | Toyota           | 1:16.313 | + 1.291   |
| 8        | Fernando Alonso      | Renault          | 1:16.422 | + 1.400   |
| 9        | Mark Webber          | Jaguar-Cosworth  | 1:16.514 | + 1.492   |
| 10       | David Coulthard      | McLaren-Mercedes | 1:16.636 | + 1.614   |
| 11       | Cristiano da Matta   | Toyota           | 1:17.038 | + 2.016   |
| 12       | Giancarlo Fisichella | Sauber-Petronas  | 1:17.444 | + 2.422   |
| 13       | Kimi Räikkönen       | McLaren-Mercedes | 1:17.445 | + 2.423   |
| 14       | Jenson Button        | BAR-Honda        | 1:17.575 | + 2.553   |
| 15       | Nick Heidfeld        | Jordan-Ford      | 1:17.802 | + 2.780   |
| 16       | Christian Klien      | Jaguar-Cosworth  | 1:17.812 | + 2.790   |
| 17       | Felipe Massa         | Sauber-Petronas  | 1:17.866 | + 2.844   |
| 18       | Gianmaria Bruni      | Minardi-Cosworth | 1:19.817 | + 4.795   |
| 19       | Giorgio Pantano      | Jordan-Ford      | 1:20.607 | + 5.585   |
| 20       | Baumgartner Zsolt    | Minardi-Cosworth | 1:21.470 | + 6.448   |

## Futam
A pályán egy kör 4,627 km, a verseny 66 körös volt.
Remek rajtjának köszönhetően Trulli fordult elsőként a célegyenes végén, közvetlen Schumacher előtt. Trulli boxkiállását követően Schumacher majd Barrichello került az élre. A brazil kiállása után ismét Schumacher állt az élre és végig vezetve a verseny hátralevő részét nyerte meg a futamot. Barrichello második, Trulli harmadikként ért célba. Fernando Alonso negyedik lett hazája versenyén, őt Szató Takuma, Ralf Schumacher, Giancarlo Fisichella és Jenson Button követte a pontszerző helyeken. Montoya fékproblémái miatt nem tudta teljesíteni a versenyt. A leggyorsabb kört Michael Schumacher futotta.
| Helyezés | Rajtszám | Versenyző            | Csapat/Motor     | Futott kör | Idő/Kiesés oka   | Rajthely | Pont |
| -------- | -------- | -------------------- | ---------------- | ---------- | ---------------- | -------- | ---- |
| 1        | 1        | Michael Schumacher   | Ferrari          | 66         | 1h27:32.841      | 1        | 10   |
| 2        | 2        | Rubens Barrichello   | Ferrari          | 66         | + 13.290         | 5        | 8    |
| 3        | 7        | Jarno Trulli         | Renault          | 66         | + 32.294         | 4        | 6    |
| 4        | 8        | Fernando Alonso      | Renault          | 66         | + 32.952         | 8        | 5    |
| 5        | 10       | Szató Takuma         | BAR-Honda        | 66         | + 42.327         | 3        | 4    |
| 6        | 4        | Ralf Schumacher      | Williams-BMW     | 66         | + 1:13.804       | 6        | 3    |
| 7        | 11       | Giancarlo Fisichella | Sauber-Petronas  | 66         | + 1:17.108       | 12       | 2    |
| 8        | 9        | Jenson Button        | BAR-Honda        | 65         | + 1 kör          | 14       | 1    |
| 9        | 12       | Felipe Massa         | Sauber-Petronas  | 65         | + 1 kör          | 17       |      |
| 10       | 5        | David Coulthard      | McLaren-Mercedes | 65         | + 1 kör          | 10       |      |
| 11       | 6        | Kimi Räikkönen       | McLaren-Mercedes | 65         | + 1 kör          | 13       |      |
| 12       | 14       | Mark Webber          | Jaguar-Cosworth  | 65         | + 1 kör          | 9        |      |
| 13       | 16       | Cristiano da Matta   | Toyota           | 65         | + 1 kör          | 11       |      |
| Ki       | 19       | Giorgio Pantano      | Jordan-Ford      | 51         | Kormány rásegítő | 19       |      |
| Ki       | 3        | Juan Pablo Montoya   | Williams-BMW     | 46         | Fékhiba          | 2        |      |
| Ki       | 15       | Christian Klien      | Jaguar-Cosworth  | 43         | Gázadagoló       | 16       |      |
| Ki       | 17       | Olivier Panis        | Toyota           | 33         | Hidraulika       | 7        |      |
| Ki       | 18       | Nick Heidfeld        | Jordan-Ford      | 33         | Hidraulika       | 15       |      |
| Ki       | 20       | Gianmaria Bruni      | Minardi-Cosworth | 31         | Kicsúszás        | 18       |      |
| Ki       | 21       | Baumgartner Zsolt    | Minardi-Cosworth | 17         | Kicsúszás        | 20       |      |

## A világbajnokság élmezőnyének állása a verseny után
| H  | Versenyzők         | Pont | H  | Konstruktőrök    | Pont |
| -- | ------------------ | ---- | -- | ---------------- | ---- |
| 1. | Michael Schumacher | 50   | 1. | Ferrari          | 82   |
| 2. | Rubens Barrichello | 32   | 2. | Renault          | 42   |
| 3. | Jenson Button      | 24   | 3. | BAR-Honda        | 32   |
| 4. | Fernando Alonso    | 21   | 4. | Williams-BMW     | 30   |
| 5. | Jarno Trulli       | 21   | 5. | McLaren-Mercedes | 5    |

## Statisztikák
A versenyben vezettek:
- Jarno Trulli 7 kör (1–7.),
- Michael Schumacher 51 kör (8–9., 18–66.)
- Rubens Barrichello 6 kör (10–17.).

Michael Schumacher 75. (R) GP győzelem, 200-ik futama, 59. pole pozíciója, 60. (R) leggyorsabb köre, 18. (R) mesterhármasa (gy, pp, lk)
- Ferrari 172. győzelme.